# Kanton Molliens-Dreuil
Der Kanton Molliens-Dreuil war bis 2015 ein französischer Wahlkreis im Arrondissement Amiens, im Département Somme und in der Region Picardie; sein Hauptort war Molliens-Dreuil. Vertreter im Generalrat des Départements war zuletzt von 2004 bis 2015 Jean-Jaques Stoter (PRG).
Der Kanton Molliens-Dreuil war 229,65 km² groß und hatte (2006) 9642 Einwohner, was einer Bevölkerungsdichte von 42 Einwohnern pro km² entsprach. Er lag im Mittel 83 m hoch, zwischen 11 m in Bettencourt-Rivière und 160 m in Saint-Aubin-Montenoy.

## Gemeinden
Der Kanton bestand aus 27 Gemeinden:
| Gemeinde                | Einwohner Jahr | Fläche km² | Bevölkerungsdichte | Code INSEE | Postleitzahl |
| ----------------------- | -------------- | ---------- | ------------------ | ---------- | ------------ |
| Airaines                | 2.366 (2013)   | –          | – Einw./km²        | 80013      | 80270        |
| Avelesges               | 54 (2013)      | –          | – Einw./km²        | 80046      | 80270        |
| Bettencourt-Rivière     | 202 (2013)     | –          | – Einw./km²        | 80099      | 80270        |
| Bougainville            | 440 (2013)     | –          | – Einw./km²        | 80119      | 80540        |
| Bovelles                | 414 (2013)     | –          | – Einw./km²        | 80130      | 80540        |
| Briquemesnil-Floxicourt | 192 (2013)     | –          | – Einw./km²        | 80142      | 80540        |
| Camps-en-Amiénois       | 173 (2013)     | –          | – Einw./km²        | 80165      | 80540        |
| Clairy-Saulchoix        | 379 (2013)     | –          | – Einw./km²        | 80198      | 80540        |
| Creuse                  | 190 (2013)     | –          | – Einw./km²        | 80225      | 80480        |
| Fluy                    | 308 (2013)     | –          | – Einw./km²        | 80319      | 80540        |
| Fresnoy-au-Val          | 247 (2013)     | –          | – Einw./km²        | 80357      | 80290        |
| Guignemicourt           | 247 (2013)     | –          | – Einw./km²        | 80399      | 80540        |
| Laleu                   | 98 (2013)      | –          | – Einw./km²        | 80459      | 80270        |
| Métigny                 | 128 (2013)     | –          | – Einw./km²        | 80543      | 80270        |
| Molliens-Dreuil         | 836 (2013)     | –          | – Einw./km²        | 80554      | 80540        |
| Montagne-Fayel          | 166 (2013)     | –          | – Einw./km²        | 80559      | 80540        |
| Oissy                   | 234 (2013)     | –          | – Einw./km²        | 80607      | 80540        |
| Pissy                   | 284 (2013)     | –          | – Einw./km²        | 80626      | 80540        |
| Quesnoy-sur-Airaines    | 443 (2013)     | –          | – Einw./km²        | 80655      | 80270        |
| Quevauvillers           | 1.115 (2013)   | –          | – Einw./km²        | 80656      | 80710        |
| Revelles                | 542 (2013)     | –          | – Einw./km²        | 80670      | 80540        |
| Riencourt               | 194 (2013)     | –          | – Einw./km²        | 80673      | 80310        |
| Saint-Aubin-Montenoy    | 226 (2013)     | –          | – Einw./km²        | 80698      | 80540        |
| Saisseval               | 239 (2013)     | –          | – Einw./km²        | 80723      | 80540        |
| Seux                    | 169 (2013)     | –          | – Einw./km²        | 80735      | 80540        |
| Tailly                  | 58 (2013)      | –          | – Einw./km²        | 80744      | 80270        |
| Warlus                  | 228 (2013)     | –          | – Einw./km²        | 80821      | 80270        |